# Aventurile lui Buckaroo Banzai
Aventurile lui Buckaroo Banzai (în engleză The Adventures of Buckaroo Banzai Across the 8th Dimension, adesea prescurtat ca Buckaroo Banzai) este un film american de comedie științifico-fantastică din 1984, produs și regizat de W. D. Richter și scris de Earl Mac Rauch. Interpretează actorii Peter Weller în rolul titular principal, Ellen Barkin, John Lithgow, Jeff Goldblum și Christopher Lloyd. În roluri secundare apar actorii Lewis Smith, Rosalind Cash, Clancy Brown, Pepe Serna, Robert Ito, Vincent Schiavelli, Dan Hedaya, Jonathan Banks, John Ashton, Carl Lumbly și Ronald Lacey.
Filmul se concentrează pe eforturile polimatului Dr. Buckaroo Banzai, un fizician, neurochirurg, pilot de testare și star rock, de a salva lumea prin înfrângerea unei trupe de extratereștri interdimensionali denumită Red Lectroids de pe Planeta 10. Filmul este o încrucișare între genurile de film de acțiune - aventură și science fiction și include, de asemenea, elemente de comedie și romantism.
După ce scenaristul W. D. Richter l-a angajat pe romancierul Earl Mac Rauch pentru a dezvolta un scenariu al noului personaj al lui Mac Rauch, Buckaroo Banzai, Richter a făcut echipă cu producătorul Neil Canton pentru a prezenta scenariul șefului studioului MGM / UA, David Begelman, care l-a dus la 20th Century Fox pentru a realiza filmul. Încasările la box office au fost scăzute și mai puțin de jumătate din costurile de producție ale filmului au fost recuperate. Unii critici au fost descurajați de intriga complicată, cu toate că Paulinei Kael i-a plăcut filmul, iar Vincent Canby l-a considerat o „distracție pură și nebună”. Buckaroo Banzai a fost adaptat în cărți, benzi desenate și un joc video și a devenit un film idol.

## Rezumat
Buckaroo Banzai și mentorul său, dr. Tohichi Hikita, perfecționează „booster de oscilație”, un dispozitiv care permite unui obiect să treacă prin materia solidă. Banzai îl testează conducând mașina sa Jet Car printr-un munte. În tranzit, el ajunge într-o altă dimensiune. După ce a coborât de pe munte și a revenit la dimensiunea sa normală, el descoperă că un organism extraterestru s-a atașat de mașina lui.
Dr. Emilio Lizardo, încarcerat la Casa Trenton pentru nebuni criminali⁠(d), vede un reportaj de televiziune despre succesul lui Banzai. În 1938, el și Hikita au construit un prototip de propulsor, dar l-a testat înainte ca acesta să fie gata și a rămas blocat între dimensiuni, unde a fost atacat de extratereștri până a fost eliberat. Dându-și seama că Banzai a intrat cu succes în dimensiunea a 8-a, Lizardo evadează din azil.
Banzai și trupa sa de muzică, „Călăreții din Hong Kong”, cântă într-un club de noapte. Banzai întrerupe muzica pentru a se adresa unei femei deprimate din public, Penny Priddy. În timpul unui cântec pe care îl interpretează special pentru ea ("Since I Don't Have You"), ea încearcă să se sinucidă, dar se crede că a avut loc o tentativă de asasinat asupra lui Banzai. După ce a salvat-o, el își dă seama că ea este sora geamănă identică pierdută de mult timp a regretatei sale soții. Mai târziu, la o conferință de presă pentru a discuta despre experimentul său de traversare a dimensiunii a 8-a, Banzai este sunat la telefon, prin care primește un șoc electric. Simultan, bărbați străini perturbă evenimentul și o răpesc pe Hikita. Când Banzai își recapătă cunoștința, șocul electric îi permite să-i recunoască ca extratereștri umanoizi și îi urmărește. El o salvează pe Hikita și reușesc să fugă de extratereștri suficient de mult pentru ca trupa Călăreții să-i salveze.
Banzai și Călăreții se întorc la Institutul Banzai, unde sunt întâmpinați de John Parker, un mesager al lui John Emdall, liderul pașnicilor al Lectroizilor Întunecați de pe Planetei 10. Emdall, aflat în prezent pe orbita Pământului, explică că au fost în război cu lectroizii roșii ostili de ani de zile, alungând-i cu succes în a opta dimensiune. Testul eșuat al propulsorului lui Lizardo din 1938 a permis liderului tiranic al Lectroizilor, John Whorfin, să preia controlul asupra lui Lizardo și să permită altor câteva zeci să scape. Deoarece Banzai a perfecționat propulsorul, Emdall se teme că Whorfin și aliații săi vor încerca să-l dobândească pentru a-i elibera pe ceilalți lectroizi roșii și îi cere lui Banzai să-l oprească pe Whorfin; în caz contrar, lectroizii negri vor simula un atac asupra Rusiei pentru a declanșa un Al Treilea Război Mondial nuclear care va distruge lectroizii roșii de pe Pământ, dar și omenirea.
Călăreții urmăresc lectroizii roșii până la sistemele de propulsie Yoyodyne din New Jersey. Ei își dau seama că emisiunea radiofonică a lui Orson Welles din 1938, Războiul Lumii, a descris sosirea lectroizilor în 1938, deși lectroizii l-au forțat mai târziu să afirme că totul este ficțiune. Compania Yoyodyne a construit o navă spațială pentru a traversa a opta dimensiune, deghizat ca noul bombardier al Forțelor Aeriene ale SUA. În timp ce Călăreții plănuiesc un răspuns, lectroizii roșii intră în Institut și o răpesc pe Penny fără să știe că au capturat și propulsorul pe care îl transporta.
La Yoyodyne, Penny refuză să le spună lectroizilor roșii unde este propulsorul și încep să o tortureze. Banzai intră singur în sediul Yoyodyne; urmat de Călăreți, întăriți de mai multe grupuri de Blue Blaze Iregulars, tineri recrutați pentru a-i ajuta pe Călăreți dacă ar fi necesar. Banzai o salvează pe Penny și se luptă cu lectroizii roșii, cu toate că ea este rănită și inconștientă. În timp ce Călăreții au grijă de ea, Banzai și Parker se strecoară într-o capsulă a navei spațiale. Fără boosterul de oscilație al lui Banzai, Whorfin insistă să folosească modelul său imperfect, care nu reușește să facă tranziția dimensională; în schimb, nava spațială a lectroizilor roșii trece prin zidul Yoyodyne și decolează în atmosferă. 
Lordul Whorfin ejectează capsula în care se află Banzai și Parker, dar reușesc să o activeze și să-și folosească sistemele de arme pentru a-i distruge pe Whorfin și pe ceilalți lectroizi roșii. Banzai se parașutează înapoi pe Pământ în timp ce Parker se întoarce la oamenii săi folosind capsula. Cu situația rezolvată și războiul evitat, Banzai descoperă că Penny a murit din cauza rănilor sale. Când se duce să-i dea un ultim sărut, Emdall îi dă un alt șoc scurt lui Banzai, reînviind-o astfel pe Penny.

## Distribuție
- Peter Weller – dr. Buckaroo Banzai
- John Lithgow – dr. Emilio Lizardo / Lord John Whorfin
- Ellen Barkin – Penny Priddy / Peggy Banzai
- Jeff Goldblum – dr. Sidney Zweibel / „New Jersey”
- Christopher Lloyd – John Bigbooté
- Lewis Smith⁠(d) – „Perfect Tommy”
- Rosalind Cash⁠(d) – John Emdall
- Robert Ito⁠(d) – Profesor Tohichi Hikita
- Pepe Serna⁠(d) – Reno Nevada
- Michael Santoro – Billy Travers
- Ronald Lacey⁠(d) – Președintele Widmark
- Matt Clark⁠(d) – Secretary of Defense McKinley
- Clancy Brown – "Rawhide"
- William Traylor⁠(d) – General Catburd
- Carl Lumbly – John Parker
- Vincent Schiavelli – John O'Connor
- Dan Hedaya – John Gomez
- Mariclare Costello⁠(d) – Senator Margaret Cunningham
- Bill Henderson⁠(d) – Casper Lindley
- Damon Hines – Scooter Lindley
- Billy Vera⁠(d) – "Pinky" Carruthers
- Laura Harrington⁠(d) – Mrs. Eunice Johnson
- Yakov Smirnoff⁠(d) – National Security Advisor
- Jonathan Banks⁠(d) – Lizardo Hospital Guard